# 熱赤道
熱赤道（ねつせきどう, thermal equator, heat equator）とは、地球上において最も気温・海水温の高い地域を指す。平均気温の特に高い部分を結んだ帯状の地域。
天文学上の赤道から両極に向かって気温は低くなるのだが、厳密にはそれが少しずれる。気候学においては、これを考慮して熱赤道を地球の熱極（寒極の逆。厳密には、1913年7月10日に56.7°Cを観測したアメリカのデスバレーが熱極）と考える。
北半球が夏・南半球が冬のとき、熱赤道は北緯20度付近にある。逆に、北半球が冬・南半球が夏のとき、熱赤道は緯度0度付近（赤道）にある。そのため、年平均では北緯10度くらいに熱赤道がくる。また、熱帯収束帯もこれとほとんど同じ場所に存在する。このように、熱赤道が北半球側に寄ることは、北半球と南半球の海陸比率と比熱を用いて説明できる。すなわち、海洋よりも大陸の方が比熱は小さい（＝大陸の方が温まりやすい）ので、南半球よりも陸地が多い北半球の方が南半球よりも高温になり、熱赤道が北半球寄りに形成されるのである。